# Tuba pinguis
Tuba pinguis is een slakkensoort uit de familie van de Mathildidae. De wetenschappelijke naam van de soort is voor het eerst geldig gepubliceerd in 1884 door Jeffreys.